# Lungenlose Salamander
Die Lungenlosen Salamander (Plethodontidae) bilden die bei weitem artenreichste Familie der Schwanzlurche (Caudata oder Urodela). Sie stellen zwei Drittel aller Arten dieser Ordnung. Der wissenschaftliche Name leitet sich aus den griechischen Wörtern „pletho“ (= Menge) und „odontes“ (= Zähne) ab, was auf die bei den Männchen mancher Arten im Oberkiefer vorhandenen vergrößerten Zähne hindeuten könnte.

## Merkmale

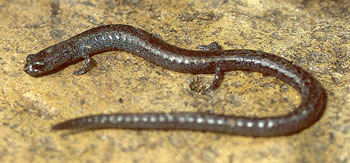
Batrachoseps nigriventris

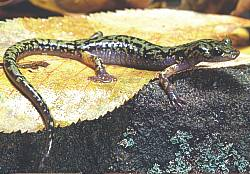
Aneides aeneus

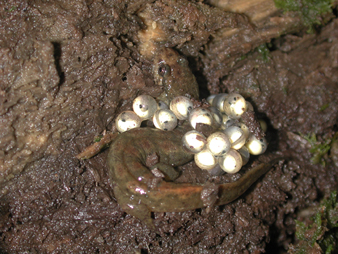
Brauner Bachsalamander (Desmognathus fuscus), mit Gelege

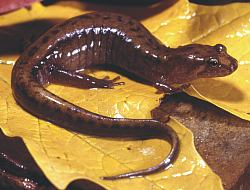
Desmognathus ochrophaeus

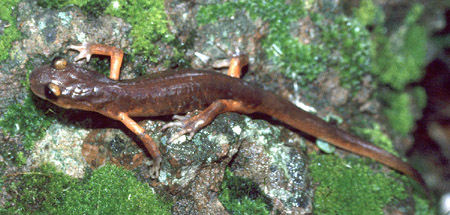
Ensatina eschscholtzii

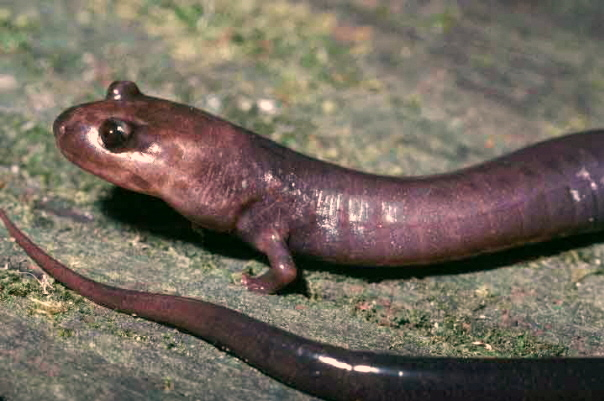
Schleichensalamander (Phaeognathus hubrichii)

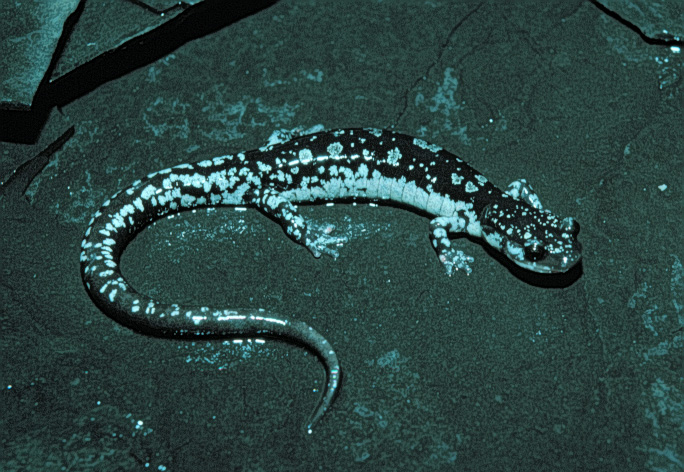
Plethodon fourchensis

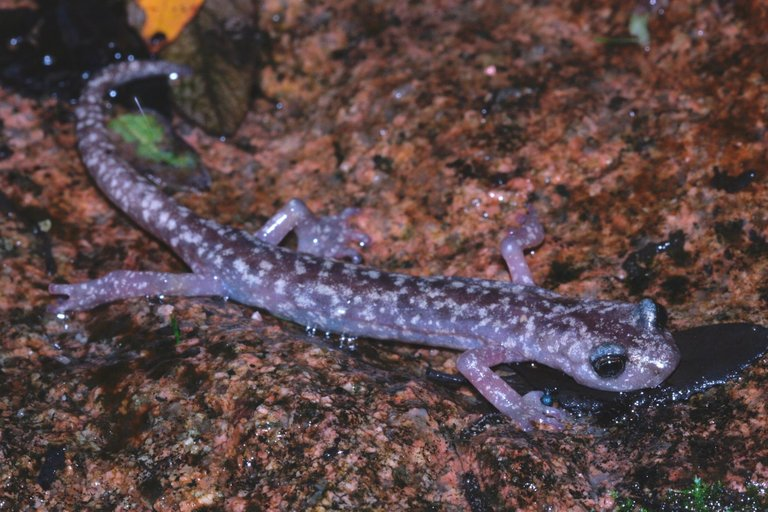
Speleomantes sarrabusensis

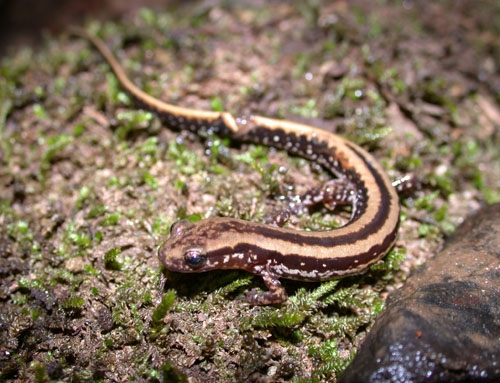
Dreistreifensalamander (Eurycea guttolineata)

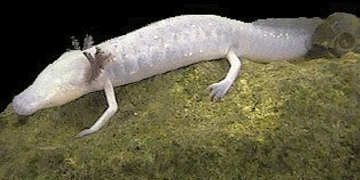
Texanischer Brunnenmolch (Eurycea rathbuni)

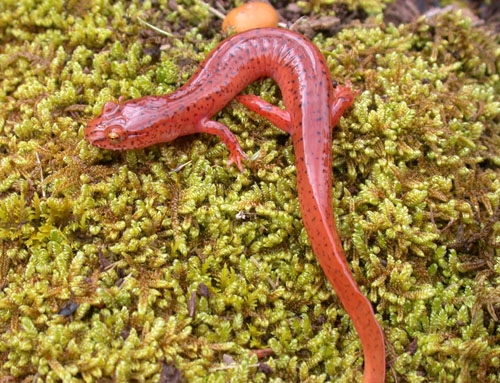
Gyrinophilus porphyriticus

Die Vertreter dieser sehr variablen Familie haben meist gar keine oder (bei den „primitiveren“ Bachsalamandern) rudimentär vorhandene Lungen. Die Sauerstoffaufnahme erfolgt stattdessen durch Hautatmung (einschließlich deren Sonderform Mundhöhlenatmung). Die Gesamtlänge der ausgewachsenen Tiere schwankt je nach Art zwischen kaum mehr als drei und 22 Zentimetern. Mehrere Vertreter der auf Mexiko beschränkten Gattung Thorius etwa haben Kopf-Rumpf-Längen von weniger als zwei Zentimetern (zzgl. Schwanzlänge). In der Regel weisen die Tiere jeweils vier Finger und fünf Zehen auf; miniaturisierte Arten haben aber manchmal auf vier Zehen reduzierte Hinterfüße. Lungenlose Salamander haben oft einen schlanken, langgestreckten Körper (mit bis zu 60 Rückenwirbeln), einen langen Schwanz und bewegen sich sehr agil schwimmend, kletternd oder sogar springend. Mit einer flachen Nasen-Lippen-Furche, die von der Nasenöffnung zur Oberlippe verläuft und mit teilweise angeschwollenen Drüsen ausgekleidet ist, werden Gerüche wahrgenommen bzw. zu Riechzellen in der Nase weitergeleitet. Die olfaktorische Orientierung spielt eine wichtige Rolle, beispielsweise beim mitunter komplexen Balz- und Territorialverhalten. Viele Arten haben außerdem große Augen und können mit einer hervorschnellenden Schleuderzunge auch flinke Insekten erbeuten.

## Vorkommen
Der Schwerpunkt der Verbreitung liegt in Nord-, Mittel- und Südamerika zwischen dem südlichen Alaska und dem südlichen Kanada einerseits und dem nordwestlichen Brasilien und dem zentralen Bolivien andererseits. In den USA, und hier besonders in den Appalachen, leben die meisten Arten. Als einzige Schwanzlurch-Familie dringen die Lungenlosen Salamander aber auch in den tropischen Bereich vor und überschreiten im nördlichen Südamerika knapp den Äquator.
Außerhalb Amerikas kommt nur die Gattung Europäische Höhlensalamander (Speleomantes) mit derzeit acht beschriebenen Arten in Europa vor – genauer auf Sardinien sowie in Südfrankreich und Italien. (In manchen Systematiken werden diese gemeinsam mit drei amerikanischen Arten unter der Gattung Hydromantes gelistet und Speleomantes wird dabei als "Klade" aufgefasst. Außerdem wird für den Genés Höhlensalamander neuerdings eine separate Gattung Atylodes postuliert.) Im Jahr 2005 wurde zudem in Korea eine neue Art entdeckt, die in eine eigene Gattung Karsenia gestellt wird.

## Lebensweise
Neben einigen in Gewässernähe lebenden Vertretern aus den Gattungen der Bachsalamander (Desmognathus) gibt es beispielsweise auch unterirdisch vorkommende wie den Blindsalamander (Haideotriton wallacei). Die meisten Arten leben jedoch ganzjährig oberirdisch an Land. Auch die Embryonal- und Larvalentwicklung erfolgt in diesen Fällen innerhalb von größeren Eihüllen ausschließlich terrestrisch, so dass – anders als bei den meisten Amphibien – kein Gewässer für den Lebenszyklus benötigt wird (Beispiel: Gattung Waldsalamander, Plethodon). Manche bewohnen zeitweise sogar hohe Bäume (Gattung Baumsalamander, Aneides). Nur bei wenigen Taxa ist auch noch eine (Teil-)Larvenphase im Wasser zu beobachten, etwa beim Schwarzbäuchigen Bachsalamander (Desmognathus marmoratus) oder beim Braunen Bachsalamander (Desmognathus fuscus). Markantes Merkmal des Fortpflanzungsverhaltens der Plethodontidae sind sogenannte Paarungsmärsche, bei denen sich die Partner zeitweise umklammern und dabei fortbewegen, bis es schließlich zur indirekten Übergabe der Spermatophore kommt.
Lungenlose Salamander bevorzugen allgemein feuchte Versteckplätze, die sie nur bei Regenwetter und nachts verlassen. Sie haben eine niedrige Stoffwechselrate und überleben eine längere Trocken- bzw. Kältezeit im Ruhezustand, da sie einen Teil der Nahrung als Fettreserven speichern. Ihre Hauptaktivitätsphasen sind der Frühling und der Herbst. Zur Abwehr von Fressfeinden produzieren manche Arten einen giftigen und sehr klebrigen Hautschleim, an dem eine kleinere Schlange durchaus ersticken kann. Andere Arten können wie eine Eidechse ihren Schwanz abwerfen.

## Evolution
Die Plethodontidae waren ursprünglich wahrscheinlich Bewohner kühler Bergbäche im Osten Nordamerikas – so wie heute noch einige Bachsalamander. Unter den Lebensbedingungen schnell fließenden Wassers bildeten sich die Lungen allmählich zurück, weil diese aufgrund ihrer Auftriebswirkung nachteilig waren. Die weitere stammesgeschichtliche Entwicklung führte zu einer immer größeren Unabhängigkeit von Gewässern und dabei auch zur Ausbreitung nach Westen, bis zuletzt über die mittelamerikanische Landbrücke auch die Tropen besiedelt wurden. Die völlig terrestrisch lebenden Vertreter aus der Gattung Waldsalamander (Plethodon) können somit als die am höchsten entwickelten Formen betrachtet werden.
Die europäischen Vorkommen – sowie der neue koreanische Fund – sind in diesem Zusammenhang als Relikte aus dem Paläogen (ehemals als Tertiär bezeichnet) zu verstehen, also als Überreste der Epoche nach dem Zerfall Pangäas, als der nordamerikanische Subkontinent und Eurasien noch eine gemeinsame große Landmasse namens Laurasia bildeten.

## Taxonomie
Ältere Systematiken der Lungenlosen Salamander bestanden aus den Unterfamilien Desmognathinae und Plethodontinae, wie jene von David B. Wake aus dem Jahr 1966. Sie war aufgrund morphologischer und anatomischer Befunde, hauptsächlich unter Berücksichtigung des Knochenbaus erstellt worden und blieb viele Jahre gültig. Erst die Einführung molekulargenetischer Methoden erbrachte 2004 eine Änderung durch Chippindale et al. Aus den drei Triben der Plethodontinae wurden die Unterfamilien Bolitoglossinae, Hemidactyliinae und Plethodontinae. Die Desmognathinae wurden dem neuen Umfang der Plethodontinae zugeordnet. Die Hemidactyliinae (damals auch Hemidactylinae geschrieben) wurden auf den Vierzehensalamander reduziert und waren dadurch monogenerisch und monotypisch. Die anderen Arten, die sich früher in der Tribus Hemidactyliini befunden hatten, wurden in eine neue Unterfamilie, die Spelerpinae, gestellt. Somit gab es vier Unterfamilien (Bolitoglossinae, Hemidactyliinae, Plethodontinae und Spelerpinae) innerhalb der Lungenlosen Salamander.
Doch schon bald stellte sich heraus, dass man die Lungenlosen Salamander in zwei große Abstammungslinien unterteilen kann: Die Hemidactyliinae mit den Gruppen Bolitoglossini, Hemidactyliini (nur der Vierzehensalamander) und Spelerpini sowie die Plethodontinae. Damit blieb die Zusammensetzung der Gattungen innerhalb der einzelnen Gruppierungen weitgehend gleich, sie wurden aber anderen Rängen zugeteilt. Unter Berücksichtigung weiterer phylogenetischer Studien fasste Wake im Jahr 2012 die systematische Einteilung der zu dieser Zeit beschriebenen 431 Arten zusammen.

## Systematik
Unterfamilien, Tribus, Gattungen, Untergattungen und ausgewählte Arten nach Amphibian Species of the World:
Unterfamilie Hemidactyliinae Hallowell, 1856
- Tribus Batrachosepini
  - Gattung Batrachoseps Bonaparte, 1839 – Wurmsalamander (23 Arten)
    - Untergattung Batrachoseps Bonaparte, 1839
      - Art Batrachoseps attenuatus (Eschholtz, 1833)

    - Untergattung Plethopsis Bishop, 1937
- Tribus Bolitoglossini Hallowell, 1856
  - Gattung Bolitoglossa Duméril, Bibron & Duméril, 1854 – Pilzzungen-Salamander (138 Arten)
    - Untergattung Bolitoglossa Duméril, Bibron & Duméril, 1854
    - Untergattung Eladinea Miranda-Ribeiro, 1937
    - Untergattung Magnadigita Taylor, 1944
    - Untergattung Mayamandra Parra-Olea, García-París & Wake, 2004
    - Untergattung Nanotriton Parra-Olea, García-París & Wake, 2004
      - Art Bolitoglossa chinanteca Rovito, Parra-Olea, Lee & Wake, 2012

    - Untergattung Oaxakia Parra-Olea, García-París & Wake, 2004
    - Untergattung Pachymandra Parra-Olea, García-París & Wake, 2004
      - Art Bolitoglossa dofleini Werner, 1903 – Großer Palmensalamander

  - Gattung Bradytriton Wake & Elias, 1983 (1 Art)
    - Art Bradytriton silus Wake & Elias, 1983

  - Gattung Chiropterotriton Taylor, 1944 – Schwielensalamander (23 Arten)
    - Art Chiropterotriton mosaueri Woodall, 1941

  - Gattung Cryptotriton García-París & Wake, 2000 (8 Arten)
  - Gattung Dendrotriton Wake & Elias, 1983 (8 Arten)
  - Gattung Isthmura Dubois & Raffaëlli, 2012 (7 Arten)
    - Art Isthmura bellii (Gray, 1850)

  - Gattung Ixalotriton Wake & Johnson, 1989 (2 Arten)(in manchen Übersichten nur ein Synonym von Pseudoeurycea)
  - Gattung Nototriton Wake & Elias, 1983 (22 Arten)
  - Gattung Nyctanolis Elias & Wake, 1983 (1 Art)
    - Art Nyctanolis pernix Elias & Wake, 1983

  - Gattung Oedipina Keferstein, 1868 – Tropensalamander (40 Arten)
    - Untergattung Oedipina Keferstein, 1868
      - Art Oedipina paucidentata Brame, 1968
      - Art Oedipina poelzi Brame, 1963

    - Untergattung Oeditriton McCranie, Vieites & Wake, 2008
    - Untergattung Oedipinola Hilton, 1946

  - Gattung Parvimolge Taylor, 1944 (1 Art)
    - Art Parvimolge townsendi (Dunn, 1922) (in manchen Übersichten nur ein Synonym von Pseudoeurycea)

  - Gattung Pseudoeurycea Taylor, 1944 – Mexiko-Salamander (41 Arten)
    - Art Pseudoeurycea leprosa Cope, 1869
    - Art Pseudoeurycea naucampatepetl Parra-Olea, Papenfuss & Wake, 2001
    - Art Pseudoeurycea saltator Lynch & Wake, 1989
    - Art Pseudoeurycea jaguar Cázares-Hernández, Jimeno-Sevilla, Rovito, López Luna &Canseco-Márquez, 2022

  - Gattung Thorius Cope, 1869 (28 Arten)
- Tribus Hemidactyliini Hallowell, 1856
  - Gattung Hemidactylium Tschudi, 1838 (1 Art)
    - Art Hemidactylium scutatum (Temminck & Schlegel, 1838) – Vierzehensalamander
- Tribus Spelerpini Cope, 1859
  - Gattung Eurycea Rafinesque, 1822 – Gelbsalamander (30 Arten)
    - Art Eurycea guttolineata (Holbrook, 1838) – Dreistreifensalamander
    - Art Grotten-Gelbsalamander (Eurycea lucifuga) Rafinesque, 1822
    - Art Eurycea rathbuni (Stejneger, 1896) – Texanischer Brunnenmolch

  - Gattung Gyrinophilus Cope, 1869 – Quellensalamander (5 Arten)
  - Gattung Haideotriton Carr, 1939 – Blindsalamander (1 Art) (in manchen Übersichten nur ein Synonym von Eurycea)
  - Gattung Pseudotriton Tschudi, 1838 – Schlammsalamander (3 Arten)
    - Art Pseudotriton diastictus Bishop, 1941
    - Art Pseudotriton montanus Baird, 1850
    - Art Pseudotriton ruber (Sonnini de Manoncourt & Latreille, 1801) – Rotsalamander

  - Gattung Stereochilus Cope, 1869 – Streifensalamander (1 Art)
    - Art Stereochilus marginatus (Hallowell, 1856)

  - Gattung Urspelerpes Camp, Peterman, Milanovich, Lamb, Maerz & Wake, 2009 (1 Art)
    - Art Urspelerpes brucei Camp, Peterman, Milanovich, Lamb, Maerz & Wake, 2009

Unterfamilie Plethodontinae Gray, 1850 (123 Arten, Stand: 6. Juli 2023)
- Tribus Aneidini Wake, 2012
  - Gattung Aneides Baird, 1851 – Baumsalamander (10 Arten)
    - Art Aneides aeneus (Cope & Packard, 1881)
    - Art Aneides flavipunctatus (Strauch, 1870)
    - Art Aneides lugubris (Hallowell, 1849) – Alligatorsalamander
- Tribus Desmognathini Baird, 1850
  - Gattung Desmognathus Baird, 1850 – Bachsalamander (39 Arten)
    - Art Desmognathus fuscus (Rafinesque, 1820) – Brauner Bachsalamander
    - Art Desmognathus imitator Dunn, 1927
    - Art Desmognathus wrighti King, 1936

  - Gattung Phaeognathus Highton, 1961 – Schleichensalamander (1 Art)
    - Art Phaeognathus hubrichti Highton, 1961
- Tribus Ensatinini Gray, 1850
  - Gattung Ensatina Gray, 1850 (1 Art)
    - Art Ensatina eschscholtzii Gray, 1850 – Eschscholtz-Salamander

  - Gattung Hydromantes Gistel, 1848 (5 Arten)
    -       - Art Hydromantes brunus Gorman, 1954
      - Art Hydromantes platycephalus Camp, 1916
      - Art Hydromantes samweli Bingham, Papenfuss, Lindstrand & Wake, 2018
      - Art Hydromantes shastae Gorman & Camp, 1953
      - Art Hydromantes wintu Bingham, Papenfuss, Lindstrand & Wake, 2018

  - Gattung Speleomantes Dubois, 1984 (8 Arten)
    -       - Art Speleomantes ambrosii Lanza, 1954 – Ambrosis Höhlensalamander
      - Art Speleomantes flavus Stefani, 1969 – Monte-Albo-Höhlensalamander
      - Art Speleomantes genei Temminck & Schlegel, 1838 – Genés Höhlensalamander
      - Art Speleomantes imperialis Stefani, 1969 – Duftender Höhlensalamander
      - Art Speleomantes italicus Dunn, 1923 – Italienischer Höhlensalamander
      - Art Speleomantes sarrabusensis (Lanza, Leo, Forti, Cimmaruta, Caputo & Nascetti, 2001) – Sàrrabus-Höhlensalamander
      - Art Speleomantes strinatii Aellen, 1958 – Ligurischer Höhlensalamander
      - Art Speleomantes supramontis Lanza, Nascetti & Bullini, 1986 – Sopramonte-Höhlensalamander

  - Gattung Karsenia Min, Yang, Bonett, Vieites, Brandon & Wake, 2005 (1 Art)
    - Art Karsenia koreana Min, Yang, Bonett, Vieites, Brandon & Wake, 2005
- Tribus Plethodontini Tschudi, 1838
  - Gattung Plethodon Tschudi, 1838 – Waldsalamander (58 Arten)
    -       - Art Plethodon cinereus (Green, 1818) – Rotrücken-Waldsalamander
      - Art Plethodon glutinosus (Green, 1818) – Silbersalamander
      - Art Plethodon jordani Blatchley, 1901 – Rotwangen-Waldsalamander